# Krzysztof Oleszkin
Krzysztof Oleszkin (ur. 1957 w Mławie, zm. 2000 w Skierniewicach) – polski gitarzysta, lutnik, producent gitar.
Producent ręcznie wykonywanych gitar elektrycznych dla polskich grup muzycznych - Kombi (Waldemar Tkaczyk), (Grzegorz Skawiński), Od A do Z (Stanisław Kocan), Dariusz Kozakiewicz z grupy Perfect,  Kamila Jacka Buczkowskiego. Gitary Krzysztofa Oleszkina można było znaleźć np. w sklepie Zbigniewa Hołdysa w Warszawie. Gitary „Corley“ jego produkcji były znane w świecie polskich muzyków.
W latach siedemdziesiątych XX wieku grał na gitarze w skierniewickim zespole „Almanach”.